# Tanja Frank
Tanja Frank (ur. 24 stycznia 1993 roku w Wiedniu) – austriacka żeglarka, olimpijka, brązowa medalistka z igrzysk olimpijskich 2016 (wraz z Thomasem Zajacem).

## Życiorys

### Dzieciństwo
Frank została adoptowana jako dziecko przez właściciela szkoły żeglarskiej. W wieku dwóch i pół roku była w stanie samodzielnie pilotować łódź Optimist. W wieku pięciu lat wypłynęła na swoje pierwsze regaty na Jezioro Nezyderskie. Tanja zapisana została do drugiej klasy szkoły podstawowej w wieku pięciu i pół roku. Studiowała gastronomię w Wiedniu.

### Młodzieżowe Mistrzostwa Świata
W 2011 roku Frank i jej pierwsza partnerka, Lara Vadlau, zdobyli tytuł Młodzieżowego Mistrza Świata w łódce 420. W tym samym roku zdobyła srebrny medal w Hobie w Breitenbrunn. W związku z Igrzyskami Olimpijskimi 2016, przeszła na nowo utworzoną katamaranową klasę Nacra 17. Od końca 2012 roku pływała w duecie z Thomasem Zajacem, wcześniejszym wicemistrzem świata w Tornado. 

### Igrzyska olimpijskie
Wraz z Zajacem zakwalifikowani do udziału w igrzyskach olimpijskich w Rio de Janeiro, gdzie zdobyli brązowy medal i tym samym zapewnili pierwszy austriacki złoty medal od ośmiu lat. W ramach podzięki za zdobyty medal zostali wybrani drużyną roku Austriackiego Związku Sportowego. 

### Klub iHeeressportzentrum

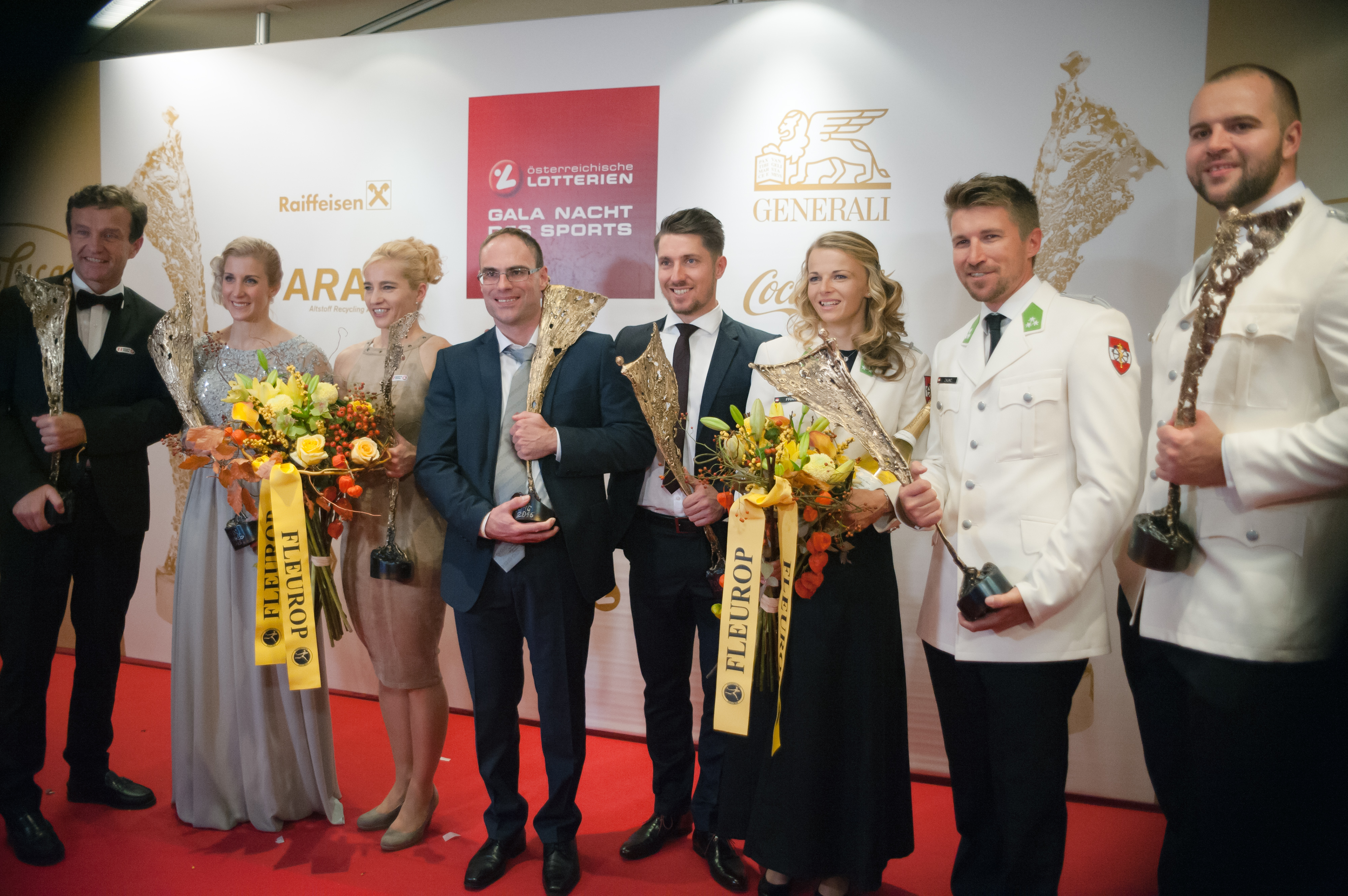
Zajac i Frank na ceremonii wyborów Austriackiego Sportowca Roku (drudzy od prawej)

Od 2004 roku pływa dla klubu Sport Yacht Club Seewind Joisa. 
Od 2006 roku jest członkiem narodowej federacji austriackich żeglarzy i zatrudniona przez armię federalną (Bundesheer) jako sportowiec w Heeressportzentrum. Ma rangę kaprala. Obecnie pływa razem z Loreną Abicht w klasie 49er FX. 

## Osiągnięcia i nagrody

### Osiągnięcia
- 2011: Młodzieżowy mistrz świata w latach 420 (z Larą Vadlau)
- 2011: Wicemistrz Europy w Hobie 16 (z Norbertem Petschelem)
- 2013: Zwycięstwo w Pucharze Europy nad jeziorem Garda w Nacra 17 (z Thomasem Zajacem)
- 2013: Drugie miejsce w klasyfikacji generalnej Pucharu Europy w Nacra 17 (z Thomasem Zajacem)
- 2016: Brąz na Letnich Igrzyskach Olimpijskich w Rio w Nacra 17 (z Thomasem Zajacem)

### Nagrody
- 2016: Drużyna roku w wyborach Austriackiego Sportowca Roku (z Thomasem Zajacem)
- 2010: Odznaka Honorowa za Zasługi dla Republiki Austrii